# Lista stacji i przystanków kolejowych w Basilicacie
Oto lista stacji kolejowych w regionie Basilicata, zarządzanych przez Rete Ferroviaria Italiana, oddział włoskiego przedsiębiorstwa państwowego Ferrovie dello Stato.

## Lista
| Stacja                            | Miejsce              | Prowincja | Kategoria |
| --------------------------------- | -------------------- | --------- | --------- |
| Acquafredda                       | Maratea              | Potenza   | Bronze    |
| Albano di Lucania                 | Albano di Lucania    | Potenza   | Bronze    |
| Avigliano Lucania                 | Avigliano            | Potenza   | Bronze    |
| Balvano-Ricigliano                | Balvano              | Potenza   | Bronze    |
| Baragiano-Ruoti                   | Baragiano            | Potenza   | Bronze    |
| Barile Centrale                   | Barile               | Potenza   | Bronze    |
| Bella Muro                        | Bella                | Potenza   | Bronze    |
| Bernalda                          | Bernalda             | Matera    | Bronze    |
| Castel Lagopesole                 | Castel Lagopesole    | Potenza   | Bronze    |
| Ferrandina                        | Ferrandina           | Matera    | Bronze    |
| Filiano                           | Filiano              | Potenza   | Bronze    |
| Forenza                           | Forenza              | Potenza   | Bronze    |
| Franciosa                         | Franciosa            | Potenza   | Bronze    |
| Grassano-Garaguso-Tricarico       | Grassano             | Matera    | Bronze    |
| Maratea                           | Maratea              | Potenza   | Silver    |
| Marina di Maratea                 | Marina di Maratea    | Potenza   | Bronze    |
| Melfi                             | Melfi                | Potenza   | Silver    |
| Metaponto                         | Metaponto            | Matera    | Silver    |
| Nova Siri-Rotondella              | Nova Siri            | Matera    | Bronze    |
| Palazzo San Gervasio-Montemilone  | Palazzo San Gervasio | Potenza   | Bronze    |
| Picerno                           | Picerno              | Potenza   | Bronze    |
| Pietragalla                       | Pietragalla          | Potenza   | Bronze    |
| Pisticci                          | Pisticci             | Matera    | Bronze    |
| Policoro-Tursi                    | Policoro             | Matera    | Bronze    |
| Possidente                        | Possidente           | Potenza   | Bronze    |
| Potenza Centrale                  | Potenza              | Potenza   | Gold      |
| Potenza Macchia Romana            | Potenza              | Potenza   | Bronze    |
| Potenza Superiore                 | Potenza              | Potenza   | Silver    |
| Potenza Università                | Potenza              | Potenza   | Bronze    |
| Rapone-Ruvo-S.Fele                | Rapone               | Potenza   | Bronze    |
| Rionero-Atella-Ripacandida        | Rionero in Vulture   | Potenza   | Silver    |
| San Nicola di Melfi               | San Nicola di Melfi  | Potenza   | Bronze    |
| Salandra-Grottole                 | Salandra             | Matera    | Bronze    |
| Scanzano Jonico-Montalbano Jonico | Scanzano Jonico      | Matera    | Bronze    |
| Tito                              | Tito                 | Potenza   | Bronze    |
| Trivigno                          | Trivigno             | Potenza   | Bronze    |
| Venosa-Maschito                   | Venosa               | Potenza   | Bronze    |